# Lutz Hachmeister

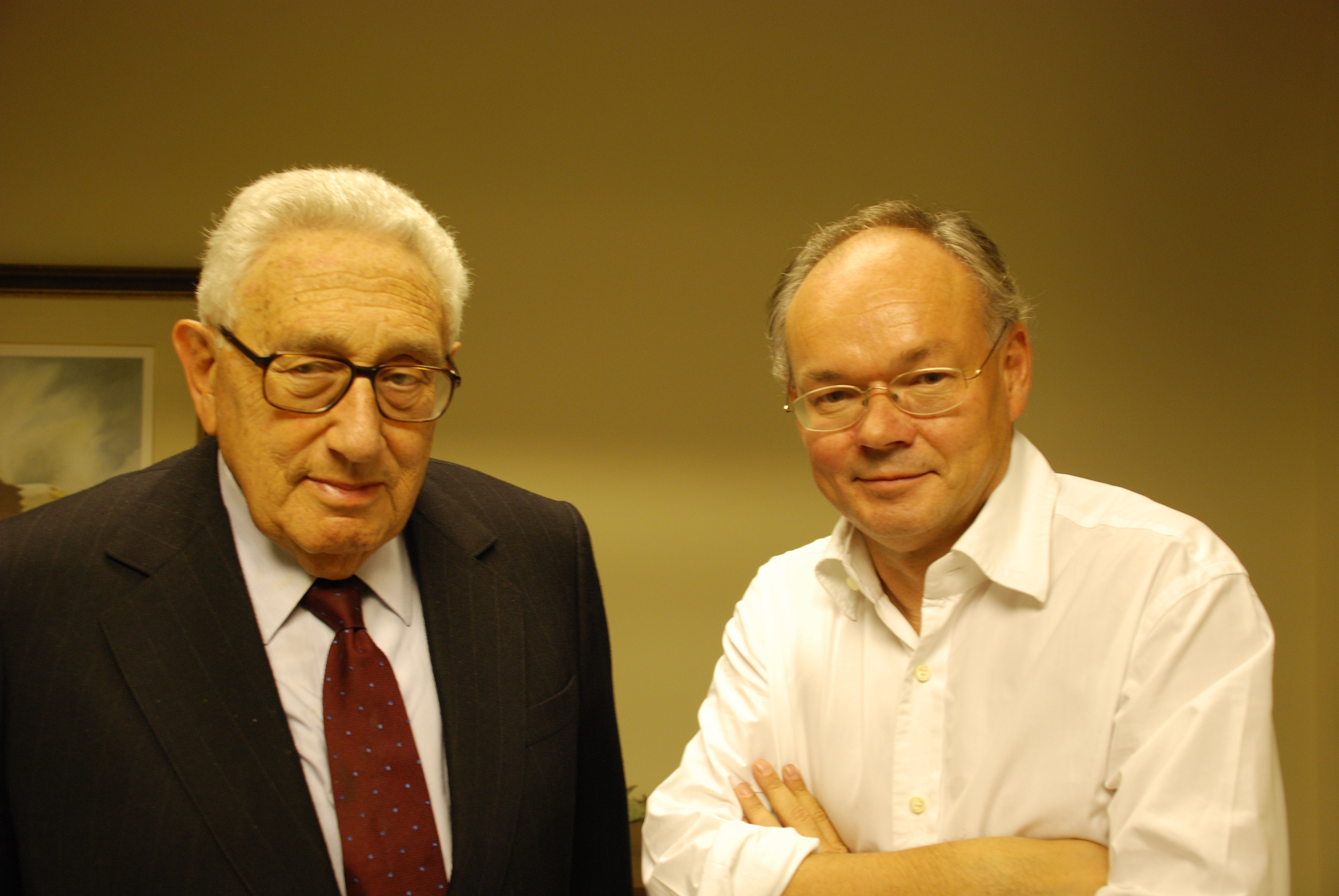
Henry Kissinger und Lutz Hachmeister (2007)

Lutz Hachmeister (* 10. September 1959 in Minden; † 26. August 2024 in Köln) war ein deutscher Journalist, Hochschullehrer für Journalistik, Sachbuchautor, Filmregisseur und Filmproduzent. Er war von 1989 bis 1995 der Leiter des Grimme-Instituts.

## Leben
Lutz Hachmeister studierte Kommunikationswissenschaft, Soziologie und Philosophie in Münster und Berlin. Er schloss 1986 mit einer Doktorarbeit in Münster zur Geschichte der Kommunikationswissenschaft in Deutschland ab. Von 1987 bis 1989 arbeitete er als Medienredakteur des Berliner Tagesspiegels, danach von 1989 bis 1995 als Direktor des Adolf-Grimme-Instituts im westfälischen Marl. Von 1991 bis 2001 gründete er und leitete in Folge das Kölner Fernseh- und Filmfest Cologne Conference. Ab 1995 war er Partner und Geschäftsführer der Kölner Gesellschaft für Medienberatung HMR International. 1999 habilitierte er sich für Journalistik an der Universität Dortmund und lehrte dort Mediengeschichte und -politik. Von 2000 bis 2002 war Hachmeister Jury-Vorsitzender des Deutschen Fernsehpreises.
Seit 1997 übernahm er die Regie und Konzeption für dokumentarische TV-Formate und Dokumentarfilme, u. a. Hotel Provencal, Riviera und Das Gefängnis – Landsberg und die Entstehung der Republik. Seine Dokumentation Schleyer – Eine deutsche Geschichte wurde 2004 mit dem Adolf-Grimme-Preis mit Gold sowie dem Publikumspreis der Marler Gruppe ausgezeichnet. Bei der Berlinale 2005 hatte der Dokumentarfilm Das Goebbels-Experiment von Hachmeister und Michael Kloft Premiere. 2009 erhielt Hachmeister gemeinsam mit Mathias von der Heide den Deutschen Fernsehpreis für den Dokumentarfilm Freundschaft – Die Freie Deutsche Jugend. 
Hachmeisters Dokumentarfilm Die Köche und die Sterne, ein „aufklärerisches Portrait des Drei-Sterne-Milieus“, zeigt die Arbeit von neun Spitzenköchen unter dem Druck der jährlichen Bewertung durch den Guide Michelin. Das Doku-Drama The Real American – Joe McCarthy (2011/12), im US-Fernsehen in einer veränderten Version unter dem Titel Enemies Within gezeigt (Smithsonian Channel), bezeichnete Pulitzer-Preisträgerin Dorothy Rabinowitz im Wall Street Journal als „Werk von untadeliger Klarheit“ („a work of impeccable clarity“).
Im Februar 2006 eröffnete Hachmeister das wissenschaftliche Institut für Medien- und Kommunikationspolitik (IfM) in Berlin-Charlottenburg. Es sollte sich der bis dahin vernachlässigten Erforschung der Medienpolitik in Deutschland, Europa und weltweit widmen und wurde teils durch Unternehmen der Medienbranche, teils durch öffentliche Mittel finanziert. Im Jahr 2019 übergab er das Institut an den Nachfolger Leonard Novy. Vom 7. März 2009 bis zum 31. Januar 2010 war Hachmeister Mitglied des Medienrats der Medienanstalt Berlin-Brandenburg.
Im Zusammenhang mit der Plagiats-Affäre um den CSU-Politiker Karl-Theodor zu Guttenberg initiierte Hachmeister im Februar 2011 eine Kampagne, in der er gemeinsam mit Unterstützern erklärte, er wolle seinen Doktortitel aus Protest so lange ruhen lassen, wie zu Guttenberg als Minister im Amt bleiben werde.
2014 realisierte Hachmeister ein Hörbuch zum Ehedrama des Schriftsteller-Paares Zelda und F. Scott Fitzgerald, das auf dem Transkript eines therapeutischen Gespräches aus dem Jahr 1933 beruht. Die Rollen von Zelda und F. Scott Fitzgerald übernahmen Birgit Minichmayr und Tobias Moretti. Die Produktion wurde für den Deutschen Hörbuchpreis 2015 in der Kategorie „Beste verlegerische Leistung“ (Der Hörverlag) nominiert.
In zahlreichen Tagesmedien erschienen Beiträge Hachmeisters, so in der taz, SZ, Jungen Welt, FAZ und im Tagesspiegel.
Lutz Hachmeister starb im August 2024 überraschend zwei Wochen vor Vollendung seines 65. Lebensjahres in Köln. Er wurde am 14. Oktober 2024 auf dem Kölner Zentralfriedhof Melaten beigesetzt. Sein letztes Buch, Hitlers Interviews. Der Diktator und die Journalisten, erschien posthum im November 2024.

## Schriften
Als Autor
- Theoretische Publizistik. Studien zur Geschichte der Kommunikationswissenschaft in Deutschland. Wissenschaftsverlag Spiess, Berlin 1987, ISBN 3-89166-044-8 (Dissertation, Universität Münster, 1986).
- Mit Jan Lingemann: Das Gefühl VIVA. Deutsches Musikfernsehen und die neue Sozialdemokratie. Universität, Fachbereich 03, Frankfurt am Main 1998 (Paper des Forschungsschwerpunkts Familien-, Jugend- und Kommunikationssoziologie).
- Der Gegnerforscher. Die Karriere des SS-Führers Franz Alfred Six. Beck, München 1998, ISBN 3-406-43507-6 (Rezension).
- Schleyer. Eine deutsche Geschichte. Beck, München 2004, ISBN 3-406-51863-X (Leseprobe bei litrix.de; PDF; 73 kB).
- Nervöse Zone: Politik und Journalismus in der Berliner Republik. DVA, München 2007, ISBN 978-3-421-04228-6.
- Heideggers Testament. Der Philosoph, der SPIEGEL und die SS. Propyläen, Berlin 2014, ISBN 978-3-549-07447-3.
- Hannover. Ein deutsches Machtzentrum. DVA, München 2016, ISBN 978-3-421-04705-2.
- Hôtel Provençal. Eine Geschichte der Côte d’Azur. C. Bertelsmann, München 2021, ISBN 978-3-570-10432-3.
- Hitlers Interviews. Der Diktator und die Journalisten. Kiepenheuer & Witsch, Köln 2024, ISBN 978-3-462-00240-9.

Als Herausgeber
- Das Fernsehen und sein Preis. Materialien zur Geschichte des Adolf-Grimme-Preises 1973–1993. Klinkhardt, Bad Heilbrunn 1994, ISBN 3-7815-1048-4 (Rezension).
- mit Günther Rager: Wer beherrscht die Medien? Die 50 größten Medienkonzerne der Welt.
  - als Jahrbuch 2000. Beck, München 2000, ISBN 3-406-42158-X.
  - als Jahrbuch 2005. Beck, München 2005, ISBN 3-406-52832-5.
- mit Till Wäscher: Wer beherrscht die Medien? Die 50 größten Medien- und Wissenskonzerne der Welt. Herbert von Halem Verlag, Köln 2017, ISBN 978-3-86962-234-7 (2., völlig aktualisierte Auflage, Köln 2022, ISBN 978-3-86962-582-9).
- mit Friedemann Siering: Die Herren Journalisten. Die Elite der deutschen Presse nach 1945. Beck, München 2002, ISBN 3-406-47597-3.
- mit Dieter Anschlag: Die Fernsehproduzenten. Rolle und Selbstverständnis. UVK, Konstanz 2003, ISBN 3-89669-423-5.
- mit Michael Kloft: Das Goebbels-Experiment. DVA, München 2005, ISBN 3-421-05879-2.
- Grundlagen der Medienpolitik. Ein Handbuch. DVA, München 2008, ISBN 978-3-421-04297-2.
- mit Dieter Anschlag: Rundfunkpolitik und Netzpolitik. Strukturwandel der Medienpolitik in Deutschland. Von Halem, Köln 2013, ISBN 978-3-86962-081-7.
- mit Weiteren: Jahrbuch Fernsehen (1992–2021)

## Filmografie
- 2003: Schleyer – Eine deutsche Geschichte. Dokumentation 89 Min., Produktion: NDR
- 2005: Das Goebbels-Experiment. Dokumentation 108 Min., Buch: Lutz Hachmeister und Michael Kloft[14]
- 2006: Bucht der Milliardäre Dokumentation, ZDF (45 Min.); arte (79 Min.), Produktion: HMR Produktion GmbH
- 2006: Ich, Reich-Ranicki. Dokumentation 105 Min., Buch und Regie: Lutz Hachmeister und Gert Scobel.[15]
- 2009: Freundschaft! Die Freie Deutsche Jugend. Dokumentation 90 Min., Buch und Regie: Lutz Hachmeister und Mathias von der Heide, Produktion: HMR Produktion GmbH
- 2010: Die Köche und die Sterne, Dokumentarfilm 90 Min, Produktion: HMR Produktion/arte/WDR/NDR, gefördert durch die Filmstiftung NRW
- 2011: Sozialdemokraten. 18 Monate unter Genossen, Dokumentarfilm 90 Min., HMR Produktion/WDR/SWR/rbb
- 2011: The Real American – Joe McCarthy, Doku-Drama, 95 Min., Produktion: HMR Produktion in Kooperation mit dem ZDF und arte, Buch: Lutz Hachmeister, Simone Höller; Regie: Lutz Hachmeister[16][17]
- 2011: Auf der Suche nach Peter Hartz, Dokumentation, Produktion ECO Media TV/HMR im Auftrag von SWR, WDR und 3sat[18]
- 2015: Der Hannover-Komplex, Dokumentation, 90 Min., Produktion EIKON West in Zusammenarbeit mit HMR Produktion, in Koproduktion mit WDR, SWR, NDR, rbb und Phoenix, gefördert von der Film- und Medienstiftung NRW
- 2017: Wallraff war hier, Dokumentation, 60 Min., Produktion: Gemini Film & Library GmbH in Zusammenarbeit mit HMR Produktion für RTL
- 2022: Günter Wallraff, der Rollenspieler, Dokumentation, 60 Min., Produktion: Gemini/HMR für RTL